# Анисимов, Илья Шеребетович
Илья Шеребетович Анисимов (29 мая 1862, Тарки, Темир-Хан-Шуринский округ, Дагестанская область — 3 февраля 1928, СССР) — русский этнограф, этнолог, инженер, автор этнографического исследования о горских евреях. Он был первым из потомков горских евреев, кто получил высшее образование в Российской империи. Анисимов является автором известного труда «Кавказские евреи-горцы». Илья Анисимов был членом Бакинского отделения Общества по распространению просвещения между евреями в России.

## Биография

### Происхождение
Семья Анисимовых принадлежала к старейшим еврейским семействам в ауле Тарки, Темир-Хан-Шуринского округа, Дагестанской области. Авраам Фиркович, посетивший те края в 1840 году, упоминает, среди прочих, и Нисима бен Шербета, по-видимому, деда Ильи Анисимова. Нисим бен Шербет был убит разбойниками, и его сын, Шербет бен Нисим, вынужден был заботиться о своих младших братьях и овдовевшей матери.
Аул Тарки в начале XIX века был торговым и административным центром Тарковского шамхальства. После завоевания Дагестана Россией и последовавших за этим восстаний горцев, аул неоднократно подвергался нападениям и разграблениям и к 1859 году пришёл в упадок.
Шербет бен Нисим, известный также как Нисим-оглы, женился на девушке из семейства Ицхаки, одного из уважаемых в среде горских евреев (например, Яаков Ицхаки с 1868 года был главным раввином Дербента). Шербет учился в Воложинской иешиве, а в 1865 году уехал в Палестину, где учился в иешиве «Эц Хаим». После завершения обучения вернулся в Тарки, где занимался медицинской практикой и занимал пост раввина, а затем примерно до 1882 года — в Темир-Хан-Шуре.
Илья Анисимов родился в Тарках 29 мая 1862 года и был вторым из пяти сыновей Шербета. По утверждению старшей дочери Анисимова Гюль-Бике, имя Элияху (Илья) он получил в честь первого раввина Дербента Элияху бен Мушаэля (1781—1848), которого уважали все горские евреи. Раввин основал в городе главный раввинат горских евреев и сделал Дербент их духовной столицей.

### Образование
Илья получил благодаря отцу хорошее домашнее образование. В результате этого в сентябре 1882 года был принят сразу в шестой класс правительственной городской школы (реального училища) в Темир-Хан-Шуре. Это была школа, созданная русскими властями для детей дагестанских горцев. В этой школе он принял фамилию Анисимов и приобрел там определённые знания русского языка, арифметики, географии и истории России. Он учился на «отлично», и местные власти, заинтересованные в формировании местной русскоязычной элиты, симпатизировавшей России, решили послать его для дальнейшей учёбы в Ставропольскую гимназию.
В 1883 году Анисимов поступил на горное отделение Ставропольской гимназии, где проучился год. Аттестат об окончании гимназии, полученный им 16 июня 1884 года, подтверждал, что он имеет право «поступать в высшие специальные училища, пройдя только проверочный экзамен…».
Анисимову пришлось много учиться: родители и родственники считали образование ненужным и, по обычаю, хотели рано женить его на девушке, с которой он был помолвлен, когда ему было всего 3 года. Благодаря поддержке школьного начальства (Анисимов учился за казенный счет и получал стипендию от Военно-народного управления Кавказского края), Анисимову удалось убедить родителей, что начальство требует послать его учиться в гимназию.
Окончив гимназию, летом 1884 года Анисимов уехал в Санкт-Петербург.
В 1884 году Анисимов поступил в Императорское Московское техническое училище. В 1891 году он успешно его окончил.
Анисимову удалось устроиться на работу в Москве, но вскоре он уехал в Темир-Хан-Шуру, но и там ему пришлось в полной мере ощутить последствия дискриминационных законов, принятых царским правительством по отношению к еврейскому населению Российской империи.

### Научная работа
По совету главного раввина Южного Дагестана Хазкеля Мушаилова, Анисимов начал изучать свой народ этнографически, описывая свадебные и погребальные обряды горских евреев. Анисимов с энтузиазмом взялся за работу, и в 1881 году в русско-еврейском журнале «Рассвет» в Санкт-Петербурге появился очерк «Кавказские евреи-горцы». Позже, в переработанном виде, он вошел в монографию о горских евреях.
Знакомство с профессором Императорского Московского университета, выдающимся русским ученым Всеволодом Миллером надолго определило дальнейшую жизнь Ильи Анисимова.
В июне 1883 года во время поездки на Кавказ Миллер посетил село Нальчик, где познакомился с горскими евреями. Во время беседы один из нальчикских раввинов по просьбе Миллера продиктовал ему несколько слов и фраз на горско-еврейском языке, которые Миллер записал в свою записную книжку:

"Заинтересованный этим своеобразным иранским наречием, до сих пор не исследованным ни с грамматической, ни с лексической стороны, я искал случая познакомиться с ним более основательно. Такой случай представился мне в Москве, благодаря знакомству с горским евреем, студентом Императорского технического училища И. Ш. Анисимовым, который первый из кавказских единоверцев получил образование в русских учебных заведениях. В течение двух лет я изучал при помощи Анисимова его родной язык и составил очерк грамматики и словарь.

Прочитав статью Анисимова в «Рассвете», Миллер привлек Анисимова к активной работе в этнографическом отделе Общество любителей естествознания, антропологии и этнографии (ОЛЕАЭ), которым он руководил.
31 октября 1885 года Анисимов выступил с докладом на заседании этнографического отдела ОЛЕАЭ, где представил собранные им статистические сведения о численности горских евреев, назвал населенные пункты, где они проживали, и познакомил присутствующих с религиозными верованиями горских евреев, особо выделив элементы язычества.
В марте 1886 года Анисимов был избран членом этнографического отдела Общества любителей естествознания, антропологии и этнографии. Тогда же он выступил с ещё одним докладом, в котором подробно описал свадебные обряды горских евреев.
По предложению Миллера Московское археологическое общество (МАО) поручило Анисимову отправиться на Кавказ для сбора историко-этнографических материалов о горских евреях. Для этой цели Общество выделило ему 300 рублей. Анисимов посетил 88 городов и селений Дагестанской и Терской областей, Бакинской и Елизаветпольской губерний.
В Темир-Хан-Шуре Анисимов встретился с главным раввином Южного Дагестана Хазкелем Мушаиловым. Хазкел Мушаилов, собиравшийся вскоре уехать из Дагестана в Иерусалим, передал Анисимову свои записи на иврите. Он долгое время собирал исторические предания о прибытии евреев на Кавказ и о различных периодах этнической истории горских евреев. Ознакомившись с этими ценными материалами, Илья Анисимов отметил, что «в них много такого, чего совсем не было в моих исторических преданиях» (письмо Миллеру от 22 июня 1886 г.).

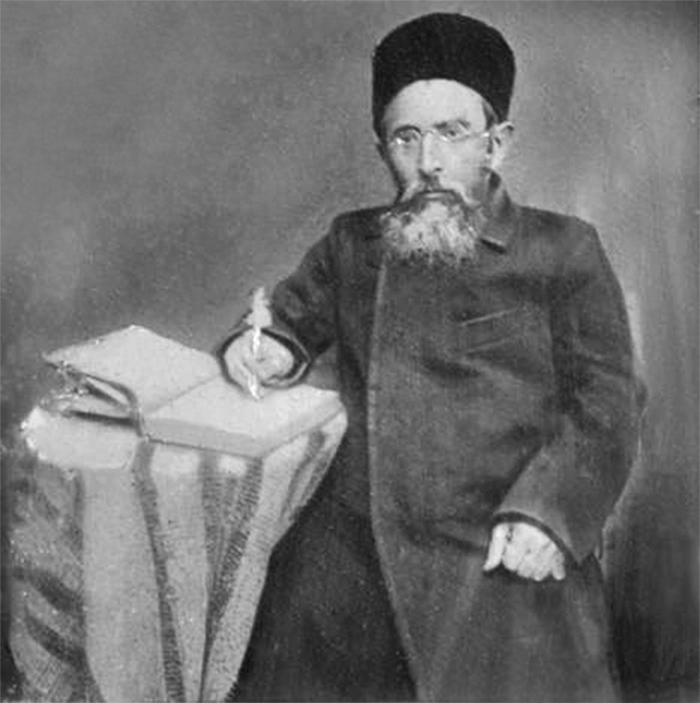
Яаков Ицхаки

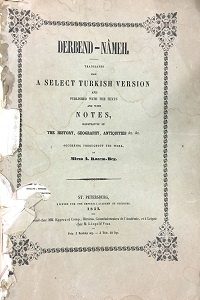
Дербенд-наме

Главный раввин Дагестана Яаков Ицхаки передал Анисимову свой экземпляр средневековой рукописи Дербенд-наме. Ицхаки также передал ему некоторые из своих исторических заметок, которые Анисимов использовал для своей монографии о горских евреях. Во время его экспедиции, Анисимов перевел Дербенд-наме на русский язык. По его мнению, эта работа могла бы в некотором отношении послужить путеводной звездой для составления истории горских евреев.
Собранные Анисимовым в ходе экспедиции исторические, этнографические и статистические сведения послужили материалом для его монографии «Кавказские евреи-горцы», изданной на средства Естественнонаучного общества в Сборнике этнографических материалов в Москве в 1888 году. Анисимов посвятил эту книгу Миллеру.
В январе 1905 года Анисимов обратился к Миллеру с просьбой о помощи:

Одно… заветное желание, о котором я давно думал, но до сих пор, будучи постоянно занят заботами о семье, не мог найти времени для работы над ним. Я думаю переиздать книгу в значительно более широком виде, используя для этой цели все, что имеется в литературе о горских евреях, в том числе, конечно, поместить в ней множество фотографических иллюстраций из жизни горских евреев и новейшие статистические данные о них.

Ответ Миллера на его письмо неизвестен. Анисимову не удалось завершить работу над новой версией своей монографии «Кавказские евреи-горцы».
В 1904 году Анисимов переехал в Грозный, где продолжил работать инженером-нефтяником. Долгое время Анисимов возглавлял Комитет горских евреев Грозного, который проводил большую культурно-просветительную работу среди грозненских евреев. Несколько лет он был членом городской думы, а также членом общественного самоуправления, возглавляя городскую нефтяную комиссию.
В 1912—1913 годах Анисимов был членом Бакинского отделения Общество для распространения просвещения между евреями в России.
Во время Гражданской войны Анисимов уехал из Грозного. Затем он жил в Кисловодске, где принимал участие в создании культурно-просветительского кружка горских евреев. В начале 1920-х годов Анисимов ненадолго поселился в Нальчике. Там же с 27 по 30 июля 1921 года он принял участие в 1-й Всекавказской конференции работников просвещения горских евреев, а после этого уехал в Москву.
Анисимов также написал на русском языке пьесу «В горах Дагестана».
После смерти младшей дочери Цецилии Анисимов вел замкнутый образ жизни. Потеряв любимую жену и дочь, он остался совсем один.

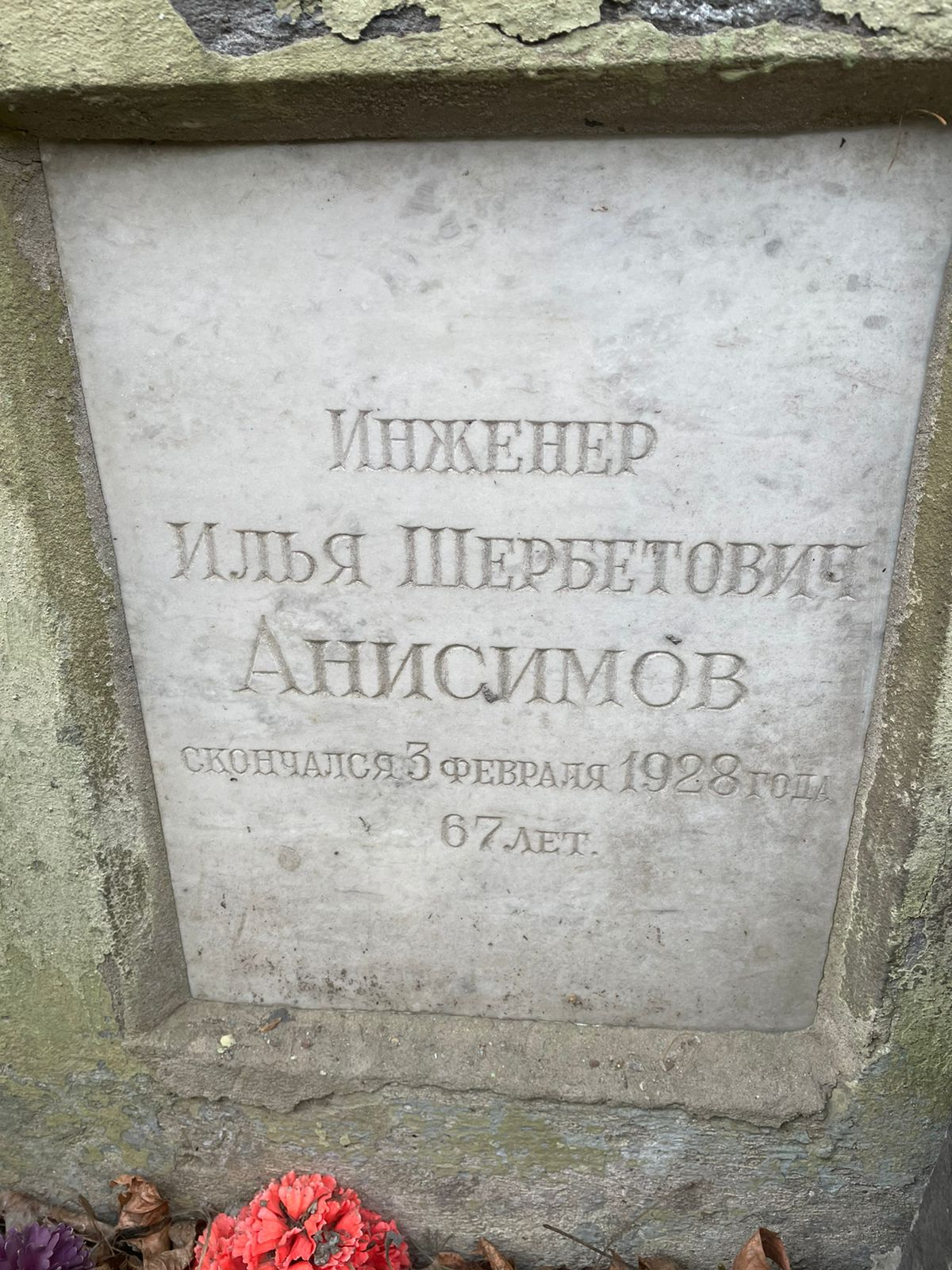
Могила этнографа Ильи Анисимова на Донском кладбище, Москва, Россия

Анисимов умер 3 февраля 1928 года, по разным данным в Баку, или в Грозном, или в Москве. Был похоронен на Донском кладбище.

## Семья
1 июля 1894 года Анисимов женился на ашкеназской женщине, Марии Вейншал. Они познакомились в Баку.
У Анисимовых было четверо детей: Леонид, Даниил, Гюль-Бике и Цицилия. Кроме того, у Анисимова был внебрачный сын Эммануил, который жил с матерью в Махачкале.
Трое старших детей семьи Анисимовых, когда выросли, переехали в Москву. Младшая дочь Цецилия, выйдя замуж за студента Георгия Шпанина в возрасте 21 года, осталась жить в Баку. У них родился сын Михаил.
10 октября 1927 года в возрасте 27 лет от тифа умерла дочь Цецилия Анисимова-Шпанина.

## Наследие
Личность Анисимова как основоположника современной горско-еврейской литературы привлекала к нему внимание, о нём писались книги.
В 2002 году состоялось мероприятие, посвященное 140-летию со дня рождения Ильи Анисимова. Особую роль в этом мероприятии сыграла Московская община горских евреев. Под редакцией доктора философских наук С. И. Вайнштейна было осуществлено первое переиздание широко известной монографии ученого «Кавказские евреи-горцы». Затем по инициативе родственников в израильском городе Нетания прошла персональная выставка художника Станислава Шпанина, правнука ученого.
В том же 2002 году впервые была опубликована пьеса Анисимова «В горах Дагестана».
Внук Анисимова (сын его дочери Цецилии Ильинишны Анисимовой) Михаил Георгиевич Шпанин написал о нём книгу «Неизвестное об известном горско-еврейском этнографе И. Ш. Анисимове».
Российский этнограф Юрий Исаевич Мурзаханов в 2002 году издал брошюру об Анисимове в издательстве «Наука».
18 декабря 2022 года в Общинном центре горских евреев в Москве прошли историко-этнографические чтения, посвященные 160-летию Ильи Шеребетовича Анисимова. Они рассказали о научном наследии Ильи Анисимова, увековечившем память первого горского еврейского ученого и этнографа.
В Музее горских евреев в Красной Слободе создана отдельная экспозиция, где представлены все труды Анисимова.
К сожалению, архив Анисимова, так и не найден. Как писал исследователь Михаил Агарунов, «исчезновение архива Анисимова — серьёзная потеря для истории горских евреев».

## Работы
- Кавказские евреи-горцы

### Комментарии
1. ↑  В школе Илья был записан, как Нисим-оглы по фамилии отца, что означает
«сын Нисима», а один из учителей звал его Онисим, что приняло форму Анисим, к которой добавилось русское окончание – отсюда фамилия Анисимов, ЕЭБЕ, 1908